# Space (album, George Benson)
Space je kompilacijski album ameriškega džezovskega kitarista Georgea Bensona, ki je izšel leta 1978 pri založbi CTI Records. Album vsebuje Bensonovo priredbo skladbe »Hold On, I'm Coming«, ki sta jo prvotno posnela Sam & Dave, Benson pa jo je posnel med snemanjem albuma Good King Bad, ter še nekaj skladb Bensonovega nastopa v Carnegie Hallu.

## Kritični sprejem
Kritik Robert Taylor je v retrospektivni kritiki za spletni portal AllMusic zapisal, da vsebuje album večino skladb, ki so bile posnete na Bensonovem koncertu v Carnegie Hallu, z dvema izjemama - »Hold On, I'm Coming« ter »Sky Dive«. Dejal je še, da bi bila kompilacija, če bi bila na seznam skladb vključena še skladba »Take Five« enaka kot album In Concert-Carnegie Hall.

## Seznam skladb
| Št.             | Naslov                                                   | Pisec                           | Dolžina |
| --------------- | -------------------------------------------------------- | ------------------------------- | ------- |
| 1.              | „Hold On, I'm Coming‟                                    | David Porter, Isaac Hayes       | 5:44    |
| 2.              | „Summertime‟                                             | George Gershwin, DuBose Heyward | 7:16    |
| 3.              | „Sky Dive‟                                               | Freddie Hubbard                 | 6:51    |
| 4.              | „Octane‟                                                 | George Benson                   | 10:12   |
| 5.              | „Gone‟ (Napačno navedena kot "No Sooner Said Than Done") | Phil Upchurch                   | 8:04    |
| Skupna dolžina: | Skupna dolžina:                                          | Skupna dolžina:                 | 38:07   |

## Osebje

### Glasbeniki
- George Benson – kitara, vokal
- Phil Upchurch, Eric Gale – kitara
- Hubert Laws – flavta
- Don Grolnick, Cliff Carter, Ronnie Foster – klaviature
- Will Lee, Wilbur Bascomb, Jr., Wayne Dockery – bas kitara
- Steve Gadd, Andy Newmark, Marvin Chappell – bobni
- Ray Armando, Johnny Griggs, Sue Evans – tolkala
- Randy Brecker – trobenta
- Fred Wesley – trombon
- Frank Vicari – tenor saksofon
- Ronnie Cuber – bariton saksofon

### Produkcija
- Aranžma: Dave Matthews (1)
- Oblikovanje: Sib Chalawick
- Inženir: David Hewitt (2–5), John Venable (2–5), Rudy van Gelder (1)
- Mastering: Rudy van Gelder
- Fotografije: Pete Turner, Bruce Talamon
- Producent: Creed Taylor